# Infibulazione

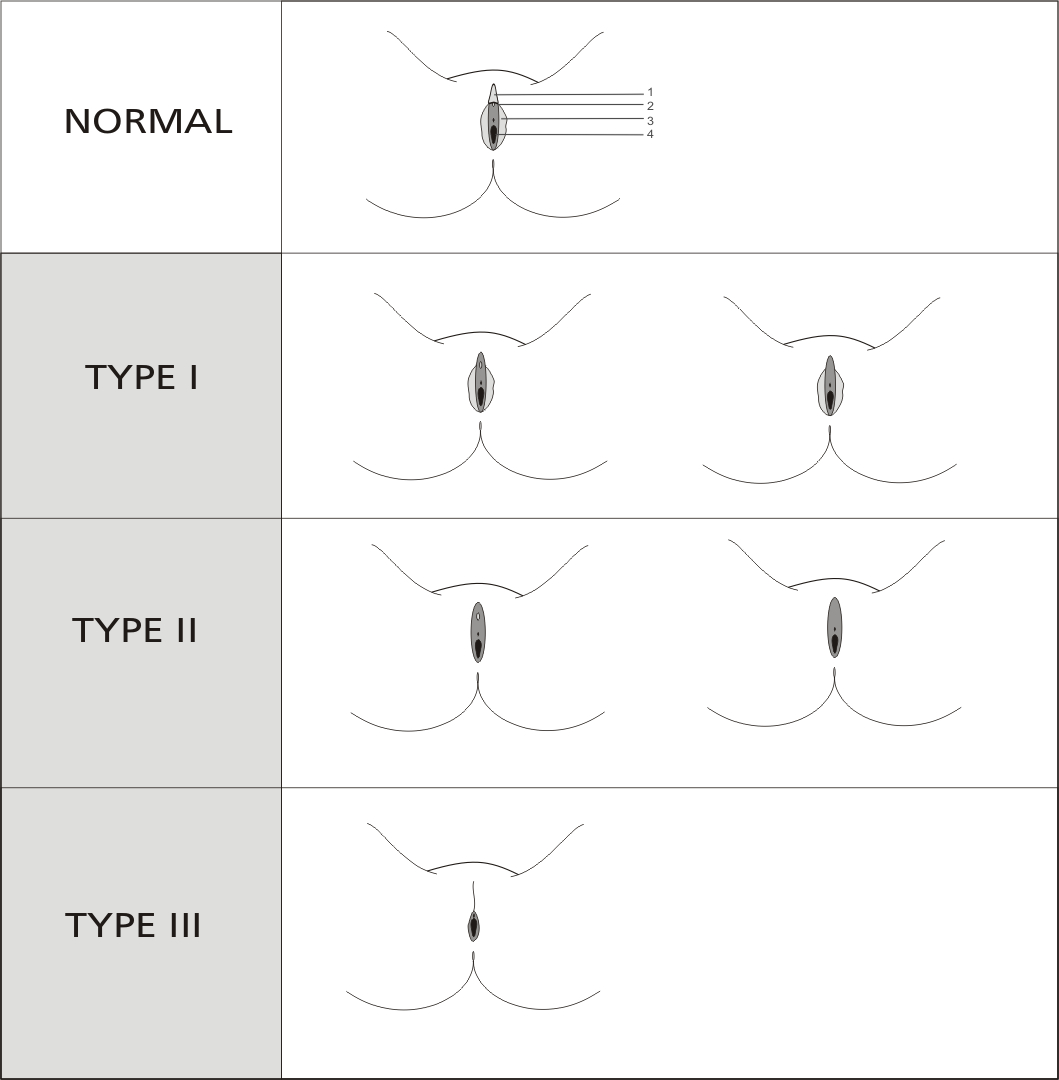
Vari tipi di mutilazioni genitali femminili; l'infibulazione femminile è considerato una mutilazione di tipo III.

Diffusione delle mutilazioni genitali femminili in Africa.

L'infibulazione (dal latino fibula, spilla) è una pratica, che spesso prende le forme di un rituale, che prevede la menomazione degli organi genitali di una persona di sesso  femminile, sia essa una bambina o un'adolescente, o di sesso maschile, sebbene le pratiche siano diverse per la natura delle loro implicazioni.

## Descrizione
Nota sin dal IV millennio a.C., periodo a cui risalgono i primi indizi di circoncisione, una pratica di infibulazione maschile, nel popolo sumero, l'infibulazione nelle sue varie forme ha attraversato tutta la storia dell'umanità diffondendosi in molti paesi e, a partire dalla seconda metà del XX secolo è diventata nota all'opinione pubblica nella sua forma che prevede la mutilazione genitale femminile, sebbene essa continui ad esistere anche per il genere maschile.
Il principale ma non unico scopo dell'infibulazione è quello di impedire alla persona infibulata di avere rapporti sessuali. Nel caso dell'infibulazione femminile, ciò è volto alla preservazione della verginità della donna e la pratica, identificata dall'Organizzazione mondiale della sanità come mutilazione genitale femminile di tipo III, consiste nell'asportazione della clitoride (escissione della clitoride), delle piccole labbra, di parte delle grandi labbra vaginali con cauterizzazione, cui segue la cucitura della vulva, lasciando aperto solo un foro per permettere la fuoriuscita dell'urina e del sangue mestruale. La mutilazione è naturalmente irreversibile, mentre la capacità di consumare atti sessuali può essere ripristinata attraverso la defibulazione, una pratica che viene svolta solitamente dopo il matrimonio spesso dallo stesso sposo.

Se nel caso femminile la pratica è soltanto chirurgica, nel caso maschile alcune forme di infibulazione non presentano alcuna mutilazione e sono del tutto reversibili. Tra le forme chirurgiche praticate nell'antichità per impedire di avere rapporti sessuali ai propri schiavi vi era ad esempio l'infibulazione prepuziale, praticata presso gli antichi romani, in cui un anello veniva fatto passare attraverso il prepuzio di uno schiavo per impedirgli di raggiungere la completa erezione o comunque di effettuare una penetrazione, mentre tra le forme non chirurgiche si può citare l'uso del kynodesme, una stringa di cuoio utilizzata soprattutto nell'Antica Grecia con cui veniva legata la parte superiore del prepuzio (chiamata akroposthion) e di cui uno degli scopi era proprio quello di impedire "perdite di sperma", ossia di consumare rapporti sessuali occasionali, che al tempo erano ritenute lesive per il mantenimento della mascolinità delle voci dei cantanti.
Come detto, l'impedimento dei rapporti sessuali non è oggi il solo scopo dell'infibulazione: nel caso della circoncisione, che consiste nell'eliminazione della parte superiore del prepuzio, infatti, essa non preclude i rapporti sessuali alla persona circoncisa ed è oggi praticata esclusivamente come rito di passaggio, i cui significati originali restano tuttavia incerti, in molte culture e religioni. Purtuttavia anche la pratica della circoncisione può essere ricondotta, in passato, all'impedimento di un atto sessuale, dato che alcuni ritengono che essa fosse una specie di surrogato alla ben più fatale penectomia praticata in tempi remoti sui prigionieri, e dato anche il suo utilizzo, in età vittoriana, come supposto deterrente alla masturbazione.
Oggi l'infibulazione femminile è vietata in quasi tutto il mondo, sopravvivendo solo in alcune nazioni di cultura islamica (è il caso ad esempio della Somalia, in cui la percentuale di donne infibulate sfiora il 100%), ciò nonostante, in molti paesi essa è ancora largamente praticata, spesso assieme a pratiche escissorie ancora più invasive e limitanti, e non di rado porta alla morte della donna infibulata a causa delle scarse condizioni igieniche in cui viene effettuata. Tra i paesi in cui è praticata figurano non solo i paesi africani, che restano comunque il luogo della maggior parte degli interventi, ma anche diversi paesi sudamericani, dove comunque l'infibulazione non è mai diventata una vera e propria tradizione. Contrariamente a quanto pensato dalla maggior parte dell'opinione pubblica, l'infibulazione femminile non è praticata solo in paesi di fede islamica, ad esempio, si ritiene che in Niger il 55% delle donne di fede cristiana abbia subito mutilazioni genitali, con un 20% di queste che si ritiene siano state sottoposte a infibulazione, rispetto al 2% delle donne di fede islamica.
Tra i diversi tipi di infibulazione maschile, quella più largamente praticata anche a livello non terapeutico (talvolta essa è utilizzata infatti per eliminare problemi come fimosi particolarmente strette) è la già citata circoncisione, presente soprattutto nella cultura ebraica, la quale prevede che essa avvenga entro l'ottavo giorno di vita del bambino, e in quella musulmana, per la quale essa deve essere invece praticata entro l'età prepuberale, cioè i 12-14 anni, mentre alcune forme che sono sopravvissute fino ai giorni nostri e che sono praticate solo presso alcune comunità aborigene australiane e africane sono ad esempio la subincisione del pene e la superincisione del prepuzio.

## Infibulazione femminile

### Infibulazione, religione e cultura

Simbolo del movimento contrario all'infibulazione femminile.

Le origini delle mutilazioni femminili sono legate a tradizioni dell'antico Egitto, da qui il nome di "circoncisione faraonica" che le viene dato in Lingua araba (الختان الفرعوني, al-khitān al-firaʿūnī). Si calcola che in Egitto, nonostante la pratica sia vietata, ancora oggi tra l'85% e il 95% delle donne abbia subito l'infibulazione. La Somalia, dove la pratica è diffusa al 98%, è stata definita dall'antropologa de Villeneuve le pays des femmes cousues, il paese delle donne cucite.
L'infibulazione e l'escissione del clitoride non sono menzionate dal Corano ma sono presenti in numerosi Ḥadīth: 
A proposito del dubbio sorto tra alcuni musulmani su quando sia necessario lavarsi dopo aver fatto sesso, Aisha dice:
È stato narrato da Muhammad bin Hassan – Abdul Wahab , disse: Al-Kufi – da ‘Abdul-Malik bin ‘Umair, da Umm ‘Atiyyah Al-Ansariyyah, che una donna facesse le circoncisioni alle femmine di Medina, e il profeta le disse “non tagliare in maniera estrema, perché è meglio per la donna e piace di più al marito”.
La giurisprudenza coranica ammette, fra le cause di divorzio, difetti fisici della sposa, come ad esempio una circoncisione mal riuscita.

Il cosiddetto "padre" del Kenya moderno, Jomo Kenyatta, difese l'infibulazione come una pratica culturale importante.
L'infibulazione è una pratica che si può riscontrare in alcuni paesi, in tutto o in parte islamici (essenzialmente la parte meridionale dell'Egitto, Somalia, Eritrea, Senegal, Guinea), dove viene consigliata come sistema ritenuto utile a mantenere intatta l'illibatezza della donna. In Nigeria l'infibulazione è stata ufficialmente vietata nel giugno 2015 e in Sudan nel 2020.
In Somalia, una donna non infibulata viene considerata impura; pertanto, non riesce a trovare marito e rischia l'allontanamento dalla società..
La scrittrice Ayaan Hirsi Ali, somala naturalizzata olandese, è una delle principali attiviste contro le mutilazioni femminili, nonché testimone di come questa pratica sia tipica della società somala: ella stessa fu infibulata all'età di cinque anni, assieme alla sorella di quattro.
Nel Cristianesimo, le mutilazioni, anche quelle auto inflitte, sono considerate un peccato contro la santità del corpo e sono quindi proibite. Ma essendo l'infibulazione legata a culture o religioni antropologiche tribali precedenti o successive alla cristianizzazione, tale pratica si è conservata, soprattutto tra i copti (ortodossi e cattolici) del Corno d'Africa, in Eritrea e in Etiopia (qui ad eccezione della provincia nord-occidentale del Gojjam, dove tali pratiche non sono diffuse).
In Niger, il 55% delle donne e delle ragazze cristiane è infibulata, a confronto del 2% delle musulmane.

### Effetti dell'infibulazione
Attraverso l'infibulazione i rapporti sessuali vengono impossibilitati fino alla defibulazione (cioè alla scucitura della vulva), che in queste culture, viene effettuata direttamente dallo sposo prima della consumazione del matrimonio. Le puerpere, le vedove e le donne divorziate sono sottoposte a reinfibulazione con lo scopo di ripristinare la situazione prematrimoniale di "purezza". I rapporti diventano dolorosi e difficoltosi, spesso insorgono cistiti, ritenzione urinaria e infezioni vaginali. L'asportazione totale o parziale degli organi genitali femminili esterni è praticata con lo scopo di impedire alla donna di conoscere l'orgasmo derivante dalla stimolazione del clitoride.
Ulteriori danni si hanno al momento del parto: il bambino deve attraversare una massa di tessuto cicatriziale e reso poco elastico a causa delle mutilazioni; in quel momento il feto non è più ossigenato dalla placenta e il protrarsi della nascita toglie ossigeno al cervello, rischiando di causare danni neurologici. Nei paesi in cui è praticata l'infibulazione, inoltre, è frequente la rottura dell'utero durante il parto, con conseguente morte della madre e del bambino.

### Tutela della donna dalle mutilazioni genitali

#### Italia
Con la legge 9 gennaio 2006, n. 7, il Parlamento italiano ha provveduto a tutelare la donna dalle pratiche di mutilazione genitale femminile, in attuazione degli articoli 2, 3 e 32 della Costituzione e di quanto sancito dalla Dichiarazione e dal Programma di azione adottati a Pechino il 15 settembre 1995 nella quarta Conferenza mondiale delle Nazioni Unite sulle donne. Al codice penale è aggiunto l'articolo 583-bis che punisce con la reclusione da quattro a dodici anni chi, senza esigenze terapeutiche, cagiona una mutilazione degli organi genitali femminili.

Per mutilazione il legislatore intende, oltre all'infibulazione, anche la clitoridectomia, l'escissione del clitoride o comunque (norma di chiusura) qualsiasi pratica che cagioni effetti dello stesso tipo.
Allo stesso modo, chi, in assenza di esigenze terapeutiche, al fine di menomare le funzioni sessuali, provoca lesioni agli organi genitali femminili diverse da quelle indicate al primo comma, da cui derivi una malattia nel corpo o nella mente, è punito con la reclusione da tre a sette anni.
Le disposizioni di questo articolo si applicano altresì quando il fatto è commesso all'estero da cittadino italiano o da straniero residente in Italia, ovvero in danno di cittadino italiano o di straniero residente in Italia. In tal caso, il reato è perseguito su richiesta del Ministro della giustizia.
L'articolo 583-ter precisa inoltre che l'esercente la professione sanitaria resosi colpevole del fatto sottostà altresì alla pena accessoria dell'interdizione dall'esercizio della professione da tre a dieci anni, con comunicazione della sentenza di condanna all'Ordine dei medici chirurghi e degli odontoiatri.
Liliana Ocmin, vicepresidente del comitato per le Pari Opportunità, ha affermato: «In Italia sono circa 40 000 le donne che hanno subito l'infibulazione». Secondo uno studio di Aldo Morrone e di Alessandra Sannella, in Italia le donne infibulate sarebbero invece circa 30-35 000 (ovvero il dato più alto presente in Europa) e ci sarebbero ogni anno circa 2 000 o 3 000 bambine immigrate a rischio.
Tali infibulazioni verrebbero per lo più fatte a pagamento (senza anestesia) presso medici o anziani appartenenti alla propria comunità.

### Campagne politiche
Una campagna per l'abbandono delle mutilazioni genitali femminili è stata lanciata negli anni novanta dalla leader politica Emma Bonino che, a fianco dell'organizzazione Non c'è pace senza giustizia (NPWJ), ha organizzato eventi, iniziative, conferenza e meeting su questo argomento con politici europei e africani.
Proprio per questo motivo, nel dicembre 2008, Non c'è pace senza giustizia ha organizzato al Cairo (Egitto) una conferenza internazionale per l'abbandono delle mutilazioni genitali femminili, alla quale ha partecipato un centinaio di donne e uomini politici africani ed europei.
Nel 2010 è stata rilanciata da Emma Bonino, Radicali Italiani e Non c'è pace senza giustizia, la campagna contro le mutilazioni genitali femminili. In tutto il mondo, grazie alla loro iniziativa, sono state raccolte firme per un appello di messa al bando di questa pratica da presentare all'Assemblea Generale delle Nazioni Unite.
Il 20 dicembre 2012 l'assemblea generale dell'ONU ha adottato la risoluzione di messa al bando universale delle mutilazioni genitali femminili, depositata dal gruppo dei Paesi africani e in seguito sponsorizzata dai due terzi degli stati membri delle Nazioni Unite.

## Infibulazione maschile

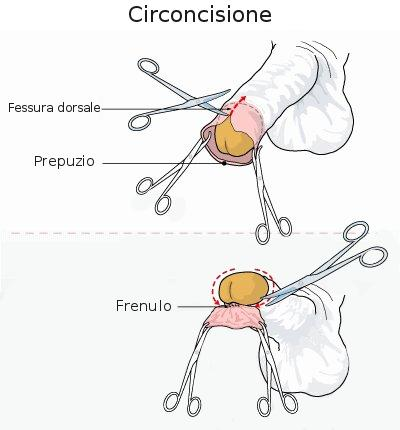
Chirurgia della circoncisione con clamp vascolari e forbici.

La pratica infibulatoria più diffusa a livello maschile è la circoncisione, una pratica che prevede l'asportazione chirurgica del prepuzio sia per motivi terapeutici che, soprattutto, per motivi culturali e religiosi. Secondo lo storico iperdiffusionista Grafton Elliot Smith, la prima circoncisione risalirebbe a oltre 15 000 anni fa, ossia a un'epoca precedente alle prime testimonianze di scrittura, e sarebbe stata esportata in tutto il mondo a partire da un'unica antica civiltà. In realtà, nella comunità scientifica ci sono pareri contrastanti non solo per quanto riguarda la sua diffusione nel mondo, che potrebbe essere dovuto allo sviluppo della pratica presso diverse civiltà in maniera indipendente, ma anche per quanto riguarda il suo scopo originario. In tal senso è stato suggerito da Peter Charles Remondino, un medico che nel 1891 scrisse il libro History of Circumcision, che in origine essa possa essere stata una pratica di "demascolinizzazione" operata sui prigionieri nemici in luogo di una vera e propria castrazione o penectomia che,  a causa della loro natura, avrebbero messo maggiormente a rischio la vita del prigioniero, causando un danno economico al padrone dello stesso. Nei secoli essa si sarebbe poi evoluta passando dall'essere un tratto distintivo degli schiavi all'essere un tratto distintivo delle classi più agiate, basti pensare che nel Libro dei morti, un antico testo funerario egizio, è scritto che il dio Ra si era circonciso da solo. In tempi più moderni, come l'età vittoriana, la circoncisione era praticata sia nel Regno Unito che negli Stati Uniti d'America come deterrente della masturbazione. Oggi la circoncisione come pratica rituale è un tratto distintivo della cultura ebraica e di quella musulmana e per questo è diffusa in molti paesi, compresi quelli a maggioranza cristiana, come gli Stati Uniti d'America.

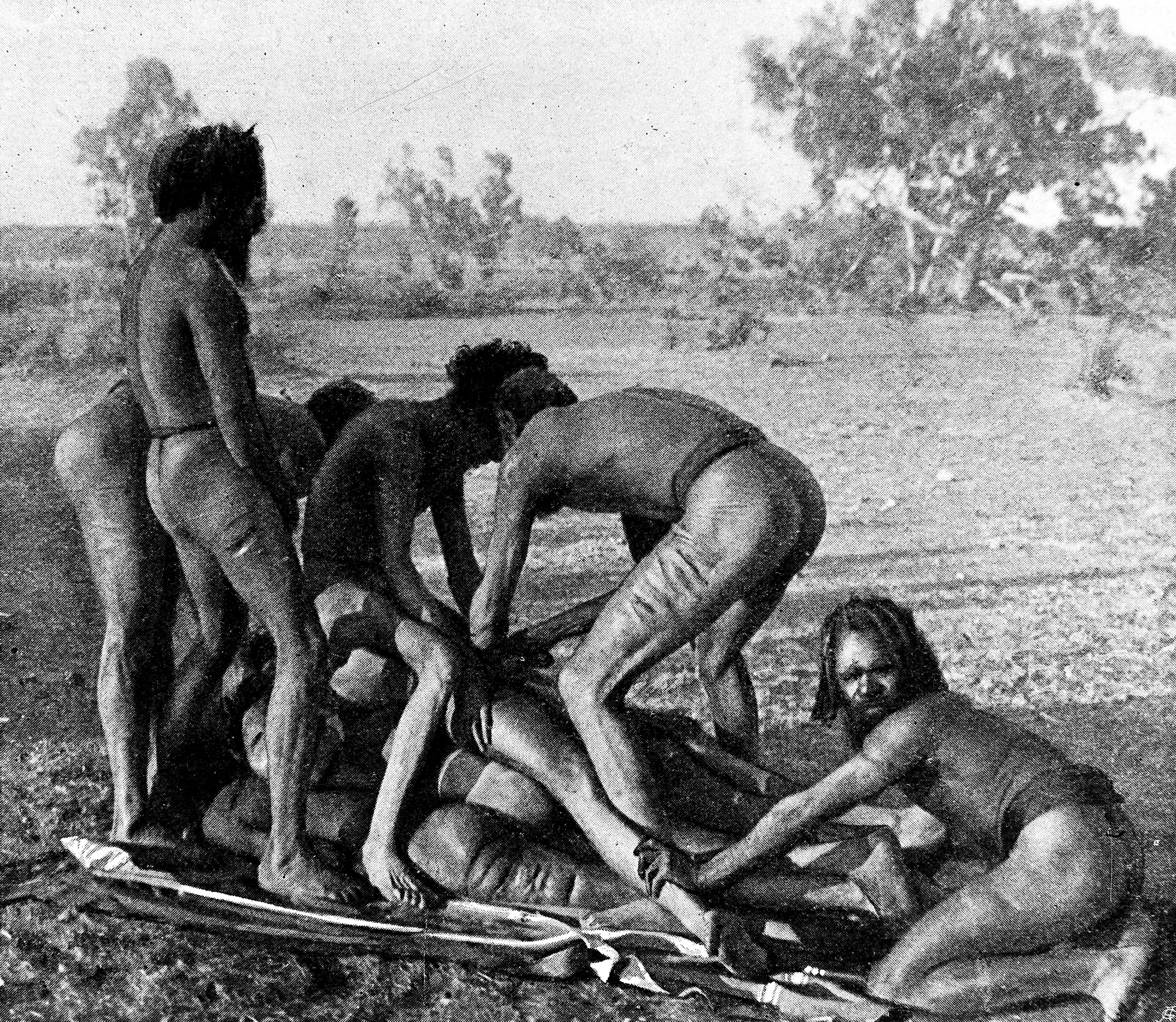
Operazione di subincisione in una tribù Warrumanga, nell'Australia centrale.

Se la circoncisione permetteva comunque agli schiavi di avere rapporti sessuali, un altro tipo di infibulazione praticato nell'antichità e chiamato infibulazione prepuziale, era volto espressamente a impedire l'accoppiamento degli infibulati. Facendo passare un anello attraverso due fori praticati nel prepuzio, infatti, si impediva al prepuzio di ritirarsi durante la fase di erezione del pene, impedendo quindi il pieno raggiungimento delle condizioni atte alla penetrazione. Talvolta, poi, l'anello applicato era semplicemente così ingombrante da non permettere l'atto sessuale. Nata, secondo le prime fonti note, nell'Antica Roma, questa pratica è poi largamente scomparsa dall'Europa fino ad avere un ritorno in età vittoriana, quando si iniziò ad usarla come "arma medica" nella lotta alla masturbazione in alternativa alla circoncisione, soprattutto in istituti psichiatrici e orfanotrofi. Una forma meno cruenta di infibulazione maschile che per l'appunto non prevedeva alcuna bucatura o mutilazione era praticata sia nell'Antica Grecia che nell'Antica Roma, dove prendeva il nome di ligatura preputii, e consisteva nel legarsi una striscia di cuoio, in Grecia noto come kynodesme, attorno al prepuzio in modo da chiuderlo e da non lasciar intravedere il glande. Oltre a motivi di pudicizia (nell'antica Grecia gli atleti dovevano gareggiare nudi, ma l'esposizione pubblica del pene e soprattutto della sua testa era comunque vista come disonorevole e vergognosa), tale striscia di cuoio era infatti utilizzata da cantanti e attori per limitare le proprie erezioni e le "perdite di sperma" derivanti da rapporti occasionali, le quali avrebbero messo in pericolo, secondo le credenze del tempo, la loro mascolinità e quindi il loro tono di voce.
Un'altra tecnica di infibulazione non chirurgica volta a evitare perdite di sperma e conservare la mascolinità, era quella praticata dalla tribù di nativi brasiliani dei Tapajós, presso i quali era tradizione quella di applicare un anello di legno attorno al pene, in modo tale da stringerlo ed impedire un'erezione mediante la costrizione dei corpi cavernosi. Nella sua opera del 1867 intitolata Beiträge zur Ethnographie und Sprachkunde Amerika's zumal Brasiliens, l'antropologo ed esploratore tedesco Carl Friedrich Philipp von Martius, definisce tale pratica "infibulazione dei selvaggi del Nord America".
Altre pratiche annoverabili tra le infibulazioni maschili adoperate come riti di passaggio sono poi la subincisione del pene e la superincisione del prepuzio, ormai confinate quasi esclusivamente a tribù africane e australiane e a cui sono destinati adolescenti o preadolescenti. Tali pratiche risultano decisamente più invasive rispetto alla circoncisione, quasi al livello dell'infibulazione femminile, e, nel caso della subincisione del pene, ci sono studiosi che ritengono che essa fosse, quantomeno in origine, esclusivamente volta a far sì che un adulto potesse avere rapporti sessuali con bambini in una penetrazione pene-pene.